# Maureen Kennedy Salaman
Maureen K. Salaman, Maureen Kennedy Salaman (Glendale, 4 aprile 1936 – Atherton, 17 agosto 2006), è stata una scrittrice statunitense.
Fu autrice di scritti proponenti medicina alternativa e fu candidata alla Vicepresidenza degli Stati Uniti d'America alle  elezioni presidenziali del 1984 (con il candidato alla Presidenza Bob Richards).

## Biografia
Salaman nacque nel 1936 a Glendale, in California. Suo padre, Ted Kennedy, prestò servizio nella Marina degli Stati Uniti e rimase ucciso durante la II guerra mondiale, quando Maureen era ancora bambina. La famiglia quindi si trasferì in California nella Contea di San Mateo.
Salaman sosteneva di essere una nutrizionista con un grado di Master of Science, conseguito presso la Donsbach University, un'università fondata da Kurt Donsbach e non riconosciuta come tale, ed era principalmente coinvolta nella medicina alternativa. Salaman fu eletta presidente della National Health Federation (Federazione Nazionale sulla Salute), un gruppo lobbistico di medicina alternativa, nel 1982. Salaman tenne questa posizione fino al proprio decesso, salvo due interruzioni. I suoi critici fanno notare che lei era stata "molto attiva nel promuovere discutibili rimedi contro il cancro". Lo psichiatra Stephen Barrett di Quackwatch ha scritto che i libri di Maureen Kennedy Salaman "contengono centinaia di suggestioni prive di sostanza sull'uso di cibi, supplementi dietetici ed erbe per un ampio spettro di malattie e condizioni."
Salaman fu nominata nel 1984, insieme a Bob Richards, un ex saltatore con l'asta olimpionico, candidata di un partito americano indipendente di estrema destra. Il duo ricevette in quelle elezioni 66324 voti (0.07%).